# Felix z Nicosie
Felix z Nicosie, OFMCap, rodným jménem Filippo Giacomo Amoroso (5. listopadu 1715, Nicosia – 31. května 1787, tamtéž) byl italský kapucínský mnich. Katolická církev jej uctívá jako světce.

## Život

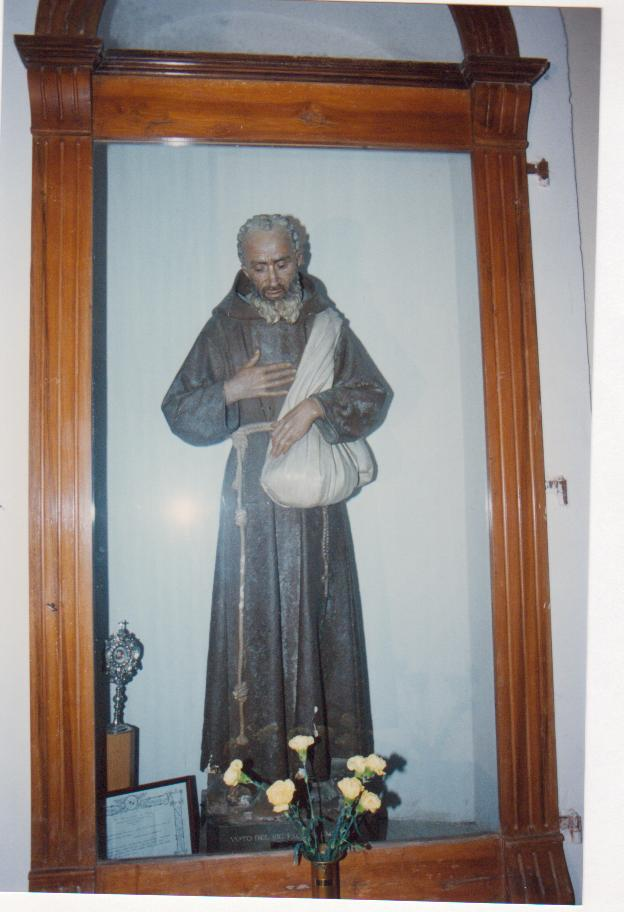
Jeho socha v kostele sv. Františka v Mistrettě

Narodil se v Nicosii na Sicílii dne 5. listopadu 1715 poté, co 12. října zemřel jeho otec. Jako malý chlapec pomáhal v dílně ševce poblíž místního kapucínského kláštera. Poznával tak postupně kapucínské bratry a jejich způsob života.
Ve věku 20 let požádal strážce kláštera, aby za něj požádal provinciála v Messině, aby mohl vstoupit do řádu jako laický bratr. Mimo jiné kvůli jeho negramotnosti byla žádost několikrát zamítnuta. Byl však vytrvalý a po osmi letech byl přijat do řádu a poslán do Mistretty na noviciát, do kterého vstoupil 19. října 1743. Přijal řeholní jméno Felix, na počest sv. Felixe z Cantalice a o rok později složil své řeholní sliby. Poté byl přidělen do kláštera v jeho rodné obci. Jeho prací bylo vybírání almužny, kdy každý den obcházel domy, klepal na dveře a prosil o přispění pro klášter. Jeho představený se k němu mnohdy choval velmi tvrdě, což trpělivě snášel.
Vždy v pátek se rozjímajíc o utrpění Páně postil o chlebě a vodě. Měl velkou úctu k Nejsvětější Svátosti, kdy trávil hodiny před svatostánkem. Byl obdařen darem léčit tělesné i duševní nemoci a rád pečoval o nemocné. Dle svědectví měl také dar bilokace. Během epidemie moru v nedalekém Cerami v březnu 1777 byl poslán, aby sloužil nemocným.
V květnu roku 1787 jej při práci na zahradě přepadla náhlá horečka a jeho zdravotní stav se poté zhoršoval. Zemřel dne 31. května 1887 ve dvě hodiny ráno ve svém klášteře v Nicosii.

## Úcta
Jeho beatifikační proces započal dne 17. listopadu 1837, čímž obdržel titul služebník Boží. Dne 4. března 1862 jej papež bl. Pius IX. podepsáním dekretu o jeho hrdinských ctnostech prohlásil za ctihodného.
Blahořečen byl dne 12. února 1888 papežem Lvem XIII. Dne 19. dubna 2004 byl uznán zázrak na jeho přímluvu, potřebný pro jeho svatořečení. Svatořečen pak byl dne 23. října 2005 na Svatopetrském náměstí papežem Benediktem XVI.
Jeho památka je připomínána 31. května. Bývá zobrazován v mnišském oděvu.